# Catherine Walters

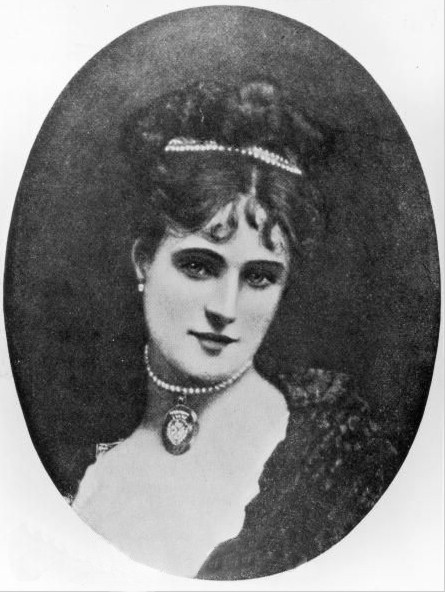
Catherine Skittles Walters, um 1860

Catherine Walters, auch bekannt als Skittles, (* 13. Juni 1839 in Liverpool; † 4. August 1920 in Mayfair, London) war eine britische Mode-Trendsetterin und galt neben Alice Keppel als eine der letzten großen Kurtisanen im Viktorianischen Zeitalter.

## Leben
Catherine Walters wurde als drittes von fünf Kindern des Zollbeamten Edward Walters († 1864) und seiner Ehefrau, Mary Ann Fowlers, geboren. Catherine erhielt den Spitznamen Skittles, weil sie auf einer Kegelbahn (skittle alley) arbeitete. Im Alter von 20 Jahren ging sie nach London, möglicherweise als die Geliebte eines ihrer vielen Bewunderer. 

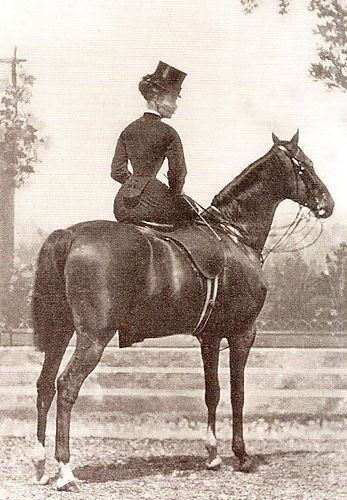
Catherine Skittles Walters im Damensattel, um 1860

Walters war bald schon eine bekannte Persönlichkeit in der Londoner Gesellschaft, zum Teil wegen ihrer Fähigkeiten als hervorragende Reiterin. So gehörte Skittles der Gesellschaft des damals berühmten Parforcereiters Bay Middleton, Hugh Grosvenor, 1. Duke of Westminster und der Kaiserin Elisabeth von Österreich bei den Fuchsjagden in Schottland an. Der englische Landschafts- und Tiermaler Sir Edwin Landseer porträtierte 1861 Walters in einem seiner Gemälde, Die gezähmte Widerspenstige (The Shrew Tamed), und zeigte sie als junge Frau, die an einem liegenden Pferd ruht. 
Zu ihren Liebhabern gehörten unter anderen der Marquess of Hartington, dem sie sogar nach New York City während des Amerikanischen Bürgerkriegs folgte; weiters der französische Kaiser Napoleon III., der Prince of Wales und spätere König Eduard VII., der britische Premierminister William Ewart Gladstone (oder auch nur Freundschaft) und der Dichter Wilfrid Scawen Blunt. Obwohl die Affäre mit Blunt recht kurz war, blieb er für den Rest seines Lebens besessen von ihr. Walters hatte den ungeheuren Vorzug, dass sie äußerst diskret und loyal gegenüber ihren Wohltätern war. Finanzielle Sorgen musste sie nach ihrem Rückzug (1890) aus dem Leben einer Kurtisane nicht haben. Ihre Verbindungen konnte sie für geschäftliche Beziehungen und Investitionen nutzen, so dass sie bald eine vermögende Dame der Gesellschaft war.
Catherine Walters starb in ihrem Stadthaus an den Folgen einer Hirnblutung im Alter von 81 Jahren. Ihre sterblichen Überreste wurden auf dem Friedhof des Franziskaner-Klosters in Crawley bestattet. Ihr Grab trägt die Inschrift: 
In liebevoller Erinnerung an CWB
Gestorben 4. August 1920
Die Initialen beziehen sich auf die Tatsache, dass Walters in den 1870er Jahren mit dem Schotten Alec Baillie verheiratet war. Es wurde jedoch keine Heiratsurkunde gefunden; so ist es möglich, dass für Baillie, einem Freund des Prince of Wales, die formale Eheschließung nur den Zweck hatte, ihre Affäre mit dem Prinzen zu verschleiern.